# موفق بني المرجة
موفق بني المرجة (1357- 1437 هـ / 1939- 2016 م) مؤرِّخ وكاتب سوري، وباحث ومحقِّق، وصَحَفي ومعلِّم. وهو عضو في اتحاد الكتَّاب العرب، وله مؤلفات مطبوعة والكثير من المقالات في الصُّحف والمجلات، واشتَهَر بكتابه "صحوة الرجل المريض أو السلطان عبد الحميد الثاني والخلافة الإسلامية".

## ولادته وتحصيله
وُلد موفق بني المرجة في مدينة دمشق عام 1357هـ/ 1939م. حصل على شهادة بكالوريوس في الحقوق من جامعة دمشق، ثم درس التاريخ وحصل على شهادة (ليسانس) في الآداب من جامعة بيروت العربية، وعلى شهادة دبلوم في الصِّحافة ودبلوم في الدراسات السياحية العليا بتقدير امتياز.
وتابع دراسته العليا في مصر، فنال شهادة (ماجستير) في التاريخ بتقدير جيد جدًّا من معهد الدراسات الإسلامية في القاهرة عام 1399هـ/ 1979م، وعنوان رسالته (السلطان عبد الحميد الثاني ومشروع الجامعة الإسلامية)، وقد طبعها بعنوان "صحوة الرجل المريض". وتألفت لجنة الحُكم على الرسالة من كل الأساتذة: الدكتور علي حسني الخربوطلي، أستاذ التاريخ الإسلامي في جامعة عين شمس. والدكتور سيد رجب حراز، أستاذ التاريخ الحديث في كلية الآداب بجامعة القاهرة، والدكتور أحمد الشرباصي، أستاذ الدراسات الإسلامية في جامعة الأزهر، والأستاذ بمعهد الدراسات الإسلامية.
ثم نال شهادة (دكتوراه) من جامعة إكستر ببريطانيا، وعنوان أطروحته (تأريخ الصِّحافة والإعلام في الكويت فيما بعد الستينيات).

## وظائفه وأعماله
عمل في الصِّحافة والتدريس في وقت مبكِّر في كل من دمشق وبيروت والكويت ولندن. درَّس مادَّة الاجتماعيات في معاهد التربية في دولة الكويت، ومارس نشاطه في صِحافة الكويت. وارتحل عدَّة مرَّات إلى بعض البلدان العربية والأجنبية.
شغل مناصب ومراكز مهمَّة فعمل مديرًا لدار نشر ومركز بحوث، ومديرًا لبعض المؤسسات الصَّحَفية.
وهو عضو في اتحاد الكتَّاب العرب بدمشق، وعضو في جمعية الصَّحَفيين الكويتيين، وجمعية المعلمين الكويتيين.

## آثاره

غلاف كتاب (صحوة الرجل المريض)

### مؤلفات
1. صحوة الرجل المريض أو السلطان عبد الحميد الثاني والخلافة الإسلامية، شركة دار الكويت للطباعة، ط1، 1404هـ/  1984م. مؤسسة الريان ودار البيادق، ط9، 1999.[3]
2. موسوعة العالم الإسلامي الميسَّرة: التكامل - الدول - القضايا، مؤسسة الكويت الدَّولية بالكويت، 1407هـ/ 1987م.[4]
3. دراسات في الأدب العربي.
4. ملامح النهضة الكويتية الحديثة، في 4 أجزاء.
5. عودة إلى أم القرى (مجموعة مقالات)،[2] مكتبة الآداب بالكويت.[5]
6. رجال من الكويت.
7. قضايا ملحَّة وحلول منسية.
8. نظرات إسلامية في الاقتصاد المعاصر.
9. التربية وكويت الغد.
10. من ايفران إلى عمان وطن واحد.
11. عشرون عامًا في الإعلام الكويتي.
12. تأريخ الصِّحافة والإعلام في الكويت فيما بعد الستينيات، (رسالة دكتوراه).

### تحقيقات
1. يهود إيران، للدكتور ي. سندلير.
2. إيران دراسة في جذور الصراع، للدكتور محمد عبد الغني سعودي.

## وفاته
توفي موفق بني المرجة في ولاية كنساس سيتي الأمريكية، في عام 1437هـ/ 2016م، عن عمر ناهز سبعًا وسبعين سنة.